# Гуапо
Гуапо (порт. Guapó) — муниципалитет в Бразилии, входит в штат Гояс. Составная часть мезорегиона Центр штата Гойас. Входит в экономико-статистический микрорегион Гояния. Население составляет 15 439 человек на 2006 год. Занимает площадь 517,005 км². Плотность населения — 29,9 чел./км².

## История
Город основан 8 октября 1948 года. 

## Статистика
- Валовой внутренний продукт на 2003 год составляет 43 276 247,00 реалов (данные: Бразильский институт географии и статистики).
- Валовой внутренний продукт на душу населения на 2003 год составляет 2940,76 реалов (данные: Бразильский институт географии и статистики).
- Индекс развития человеческого потенциала на 2000 год составляет 0,729 (данные: Программа развития ООН).

## География
Климат местности: тропический.